# Mauricio Serna
Mauricio Alberto Serna Valencia (ur. 22 stycznia 1968 w Medellín) – kolumbijski piłkarz grający na pozycji środkowego pomocnika. Nosił przydomek "Chicho".

## Kariera klubowa
Serna piłkarską karierę zaczynał w klubie Deportivo Pereira, w barwach którego zadebiutował 1 stycznia 1990 roku w meczu Primera B Colombiana, przegranym 0:2 z Once Caldas. W 1991 roku Serna zmienił klub i został zawodnikiem jednego z najbardziej utytułowanych klubów w kraju, Atlético Nacional z rodzinnego miasta Medellín. Z miejsca stał się czołowym zawodnikiem klubu i jego filarem linii pomocy. Już w pierwszym sezonie gry wywalczył mistrzostwo Kolumbii. W 1992 roku doszedł ze swoim klubem do ćwierćfinału Copa Libertadores oraz został wicemistrzem kraju. W 1993 roku Atlético Nacional z Serną w składzie zakończył ligę na 3. miejscu, a w 1994 roku po 3-letniej przerwie ponownie wywalczył mistrzostwo kraju. W 1995 roku Mauricio doszedł z klubem z Medellin do finału Copa Libertadores, w którym kolumbijski klub uległ brazylijskiemu Gremio Porto Alegre 1:3. W 1996 roku nie odniósł ze swoim klubem znaczących sukcesów, a w 1997 roku wygrał z nim Copa Interamericana.
Zimą 1998 Serna zmienił klub i przeszedł do jednego z najbardziej utytułowanych klubów na kontynencie, argentyńskiego Boca Juniors. W Primera División zadebiutował 25 lutego w wygranym 4:2 wyjazdowym meczu z Newell's Old Boys. Zagrał w 8 meczach, strzelił 1 gola i z Boca zajął dopiero 6. miejsce w fazie Clausura. W sezonie 1998/1999 Serna był czołowym graczem Boca i po rozegraniu 30 meczów i zdobyciu w nich 1 gola, wygrał z tym klubem zarówno fazę Apertura jak i Clausura. Połowę sezonu 1999/2000 stracił z powodu kontuzji i zagrał raptem w 13 meczach. Nie wystąpił także w finałowych meczach Copa Libertadores, w których "Xeneizes" okazali się lepsi w dwumeczu od SE Palmeiras. Sezon 2000/2001 Boca już ze zdrowym Serną w składzie rozpoczęło od wygranej w Pucharze Interkontynentalnym 2:1 z Realem Madryt. Następnie wygrało fazę Apertuta, a w Clausura zajęło 3. miejsce. Powtórzyło także sukces sprzed roku wygrywając po raz drugi z rzędu Copa Libertadores (Serna grał w drugim meczu finałowym z meksykańskim Cruz Azul).
W klubie z Buenos Aires Mauricio grał jeszcze przez pół sezonu, po czym zmienił klub.
Zimą 2002 Serna został piłkarzem CF Puebla. Był podstawowym zawodnikiem klubu w rozgrywkach Primera División, jednak przez półtora sezonu nie odniósł z tym klubem większych sukcesów. Latem 2003 wrócił do Argentyny i w fazie Apertura był zawodnikiem Talleres Córdoba, a w fazie Clausura Chacarita Juniors. Po sezonie wrócił jeszcze do Atletico Nacional, a w 2005 roku zakończył piłkarską karierę w wieku 37 lat.
| Sezon   | Klub              | Kraj      | Rozgrywki            | Mecze | Bramki |
| ------- | ----------------- | --------- | -------------------- | ----- | ------ |
| 1990    | Deportivo Pereira | Kolumbia  | Primera B Colombiana | ?     | ?      |
| 1991    | Atlético Nacional | Kolumbia  | Copa Mustang         | ?     | ?      |
| 1992    | Atlético Nacional | Kolumbia  | Copa Mustang         | ?     | ?      |
| 1993    | Atlético Nacional | Kolumbia  | Copa Mustang         | ?     | ?      |
| 1994    | Atlético Nacional | Kolumbia  | Copa Mustang         | ?     | ?      |
| 1995    | Atlético Nacional | Kolumbia  | Copa Mustang         | ?     | ?      |
| 1995/96 | Atlético Nacional | Kolumbia  | Copa Mustang         | ?     | ?      |
| 1996/97 | Atlético Nacional | Kolumbia  | Copa Mustang         | ?     | ?      |
| 1997/98 | Boca Juniors      | Argentyna | Primera División     | 8     | 1      |
| 1998/99 | Boca Juniors      | Argentyna | Primera División     | 30    | 0      |
| 1999/00 | Boca Juniors      | Argentyna | Primera División     | 13    | 0      |
| 2000/01 | Boca Juniors      | Argentyna | Primera División     | 21    | 1      |
| 2001/02 | Boca Juniors      | Argentyna | Primera División     | 19    | 0      |
| 2001/02 | CF Puebla         | Meksyk    | Primera División     | ?     | ?      |
| 2002/03 | CF Puebla         | Meksyk    | Primera División     | 2     | 0      |
| 2003/04 | Chacarita Juniors | Argentyna | Primera División     | 10    | 0      |
| 2003/04 | Talleres Córdoba  | Argentyna | Primera División     | 16    | 0      |
| 2003/04 | Chacarita Juniors | Argentyna | Primera División     | 16    | 0      |
| 2005    | Atlético Nacional | Kolumbia  | Copa Mustang         | ?     | ?      |

## Kariera reprezentacyjna
W reprezentacji Kolumbii Serna zadebiutował 24 lutego 1993 roku w towarzyskim meczu z Wenezuelą, zremisowanym 0:0. Rok później był członkiem kadry na finały Mistrzostw Świata w USA, jednak był tam tylko rezerwowym i nie zagrał żadnego meczu, a Kolumbia odpadła już po fazie grupowej. 4 lata później na Mistrzostwach Świata we Francji był już podstawowym zawodnikiem swojej drużyny – zagrał we wszystkich 3 meczach: z Rumunią (0:1), z Tunezją (1:0) oraz z Anglią (0:2).
Ogółem w reprezentacji Kolumbii Serna rozegrał 51 meczów i zdobył 2 bramki.

## Sukcesy
- Mistrzostwo Kolumbii: 1991, 1993 z Atletico Nacional
- Mistrzostwo Argentyny: 1998 (Apertura), 1999 (Clausura), 2000 (Apertura) z Boca Juniors
- Copa Libertadores: 2000, 2001 z Boca Juniors, finalista 1996 z Atletico Nacional
- Puchar Interkontynentalny: 2000 z Boca Juniors
- Puchar Interamericana: 1996 z Atletico Nacional
- Uczestnik MŚ: 1994 (nie grał), 1998